# 1678 Hveen
1678 Hveen è un asteroide della fascia principale del diametro medio di circa 39,86 km. Scoperto nel 1940, presenta un'orbita caratterizzata da un semiasse maggiore pari a 3,1583304 UA e da un'eccentricità di 0,1105371, inclinata di 10,19010° rispetto all'eclittica.
L'asteroide prende il nome dall'isola di Hveen, dove Tycho Brahe effettuò le sue osservazioni più importanti fra il 1576 e il 1597.